# Agnes Ullmann
Agnes Ullmann (n. 14 aprilie 1927, Satu Mare, România – d. 25 februarie 2019, Paris, Métropole du Grand Paris, Franța) a fost o microbiologă franceză de origine română.

## Biografie
Agnes Ullmann s-a născut într-o familie de evrei maghiari, a urmat liceul în Arad, apoi s-a înscris la Universitatea din Cluj, dar s-a mutat la Universitatea „Eötvös Lorand” din Budapesta, pe care a absolvit-o în 1949. Tot aici și-a luat doctoratul în microbiologie. În 1958 - 1959, într-un convoi maghiar. A obținut o bursă de la Fundația Rockefeller, ceea ce i-a permis să lucreze la laboratorul Monod din cadrul Institutului Pasteur, unde a rămas pentru tot restul carierei. Acolo a devenit profesoară, directoare de laborator și în 1982 membră a Consiliului de Administrație. Ullmann a obținut cetățenia franceză în 1966.
La Institutul Pasteur, Ullmann s-a ocupat inițial de efectele antibioticelor și a reușit să elucideze, printre altele, modul de acțiune al streptomicinei (ca inhibitor al sintezei proteinelor în bacterii). Ea a studiat, de asemenea, efectul monofosfatului de adenozină ciclică (cAMP) din sistemul mesagerilor de ordin II în celula bacteriană. În 1967, Ullmann a arătat că acest monofosfat inversează reprimarea cataboliților în bacteria E. coli. Mai târziu, a descoperit un alt factor care stimulează reprimarea cataboliților (factorul modulator al cataboliților sau CMF).
Ulterior, Ullmann s-a ocupat de modul de acțiune al agentului patogen al tusei convulsive și al toxinei sale. Ea a arătat că toxina crește producția de cAMP în celula gazdă și, astfel, perturbă metabolismul acestora. Capacitatea toxinei de a oferi altor molecule acces la celula gazdă atacată a ajutat-o, de asemenea, să dezvolte vaccinuri prin cuplarea toxinei de tuse convulsivă modificată genetic cu fragmente antigenice împotriva cărora urmau să fie imunizate.
Dintre studenții cărora le-a predat, este de amintit Maxime Schwartz, care a devenit ulterior director al Institutului Pasteur. În 1978, împreună cu André Lwoff, a publicat o colecție de eseuri de Jacques Monod și a publicat două antologii în memoria lui. 

## Recunoaștere
În 2002 Agnes Ullmann a primit medalia Robert Koch. A fost membră de onoare a Academiei Maghiare de Științe și a Academiei Europene de Microbiologie (EAM). Președintele EAM Philippe Sansonetti și-a amintit toate contribuțiile sale în microbiologie în „In memoriam Agnes Ullmann”.

## Opere
- Ullmann, Agnès; Lwoff, André (2003). Origins of molecular biology : a tribute to Jacques Monod. Washington, D.C.: ASM Press. ISBN 1-55581-281-3. OCLC 53138790.
- Quagliariello, Ernesto; Bernardi, Giorgio; Ullmann, Agnes (1987). From enzyme adaptation to natural philosophy: heritage from Jacques Monod — proceedings of the Symposium "Jacques Monod and Molecular Biology, Yesterday and Today" held in Trani, Italy, 13-15 December 1986. New York: Elsevier Science. ISBN 0-444-80887-6. OCLC 15631828.
- Ullmann, Agnès; Danchin, Antoine; Gasser, Francis (1986). Régulation de l'expression génétique: rôle de l'AMP cyclique. Paris: Hermann. ISBN 2-7056-1416-8. OCLC 14962384.
- Ullmann, Agnes; Jacob, François; Monod, Jacques (1967). „Characterization by in vitro complementation of a peptide corresponding to an operator-proximal segment of the β-galactosidase structural gene of Escherichia coli". Journal of Molecular Biology. 24 (2). Elsevier BV: 339–343. doi:10.1016/0022-2836(67)90341-5. OCLC 5339877.